# Görmin
Görmin (pol. Gromin) – gmina w Niemczech,  w kraju związkowym Meklemburgia-Pomorze Przednie, w powiecie Vorpommern-Greifswald, wchodzi w skład Związku Gmin Peenetal/Loitz.
Dzielnice:  
- Alt Jargenow
- Böken
- Görmin
- Göslow
- Groß Zastrow
- Neu Jargenow
- Passow
- Trissow